# Iridomyrmex pallidus
Iridomyrmex pallidus é uma espécie de formiga do gênero Iridomyrmex.